# 皮科克嶺
66°48′S 51°0′E / 66.800°S 51.000°E
皮科克嶺（英語：Peacock Ridge）是南極洲的山嶺，位於恩德比地，屬於圖拉山脈的一部分，處於蘇塞克山和波圖斯山之間，該山嶺根據澳大利亞探險隊的空中照片被繪入地圖。